# Protambulyx euryalus
Protambulyx euryalus là một loài bướm đêm thuộc họ Sphingidae. Loài này có ở Venezuela, Colombia, Ecuador, Peru và Bolivia.
Sải cánh khoảng 105–110 mm. Con trưởng thành gần giống loài Protambulyx eurycles nhưng viền cánh trước hẹp hơn và không có lỗ và hậu trung tuyến cánh sau cong chứ không góc cạnh.
Cá thể trưởng thành có lẽ mọc cánh quanh năm.
Ấu trùng ăn các loài Anacardium, Spondias, Erythoxylon và Comocladia.